# 坂町駅
坂町駅（さかまちえき）は、新潟県村上市坂町にある、東日本旅客鉄道（JR東日本）の駅である。
当駅の所属線である羽越本線と、当駅を終点とする米坂線の2路線が乗り入れ、接続駅となっている。羽越本線の特急「いなほ」の全列車と、快速「べにばな」が停車する。

## 歴史
- 1914年（大正3年）11月1日：村上線（現・羽越本線）中条 - 村上間開業に伴い開設[1]。
- 1931年（昭和6年）8月10日：米坂西線（現・米坂線）坂町 - 越後下関間が開通[2]。
- 1946年（昭和21年）9月22日：坂町事件が発生。
- 1963年（昭和38年）11月16日：新駅舎（現駅舎）が落成。
- 1970年（昭和45年）9月：専用線（明星セメント）を新設。
- 1980年（昭和55年）10月：ヤード使命を廃止し、新潟操車場に移管。
- 1982年（昭和57年）：荷物フロント業務を外部委託化。
- 1984年（昭和59年）1月20日：車扱貨物の取り扱いを廃止し、旅客駅となる[1]。
- 1986年（昭和61年）3月：みどりの窓口を開設。
- 1986年（昭和61年）3月3日：荷物の取り扱いを廃止[1]。
- 1987年（昭和62年）4月1日：国鉄分割民営化に伴い、東日本旅客鉄道（JR東日本）の駅となる[1]。それと同時に米坂線の貨物営業を廃止。
- 2014年（平成26年）4月1日：ICカード「Suica」の利用が可能となる[3]。
- 2022年（令和4年）8月4日：線状降水帯による集中豪雨のため駅構内が冠水。水位はホームの高さ以上となった[4]。

## 駅構造
島式ホーム2面4線を有する地上駅である。両ホームと東側にある駅舎は跨線橋で連絡しており、駅舎側から1番線、2番線の順になっている。
村上駅管理の業務委託駅で、JR東日本新潟シティクリエイト（JENIC）が運営している。

### のりば
| 番線 | 路線      | 方向 | 行先                   |
| ---- | --------- | ---- | ---------------------- |
| 1    | ■米坂線   | 上り | 小国・米沢方面         |
| 2    | ■羽越本線 | 上り | 新発田・新津・新潟方面 |
| 3    | ■羽越本線 | 下り | 鶴岡・酒田方面         |
| 3    | ■米坂線   | 上り | 小国・米沢方面         |
| 4    | ■米坂線   | 上り | 小国・米沢方面         |

- 1番線は非電化である。
- かつては駅構内に坂町機関区があり、D51形や9600形などの蒸気機関車が配置されていた。また、「SL村上ひな街道号」運転の際には、構内に残る転車台を使用し、機関車の方向転換を行う。
- 駅舎内には、みどりの窓口、自動券売機、簡易Suica改札機のほか、待合室、自動販売機、トイレなどがある。
- 駅前広場にはD51形の動輪が展示されている。
- かつてはKIOSKがあったが、すでに撤退している。
- かつては村上方に明星セメント専用線が存在した。また、貨物ヤード（操車場）としての機能も有していた。

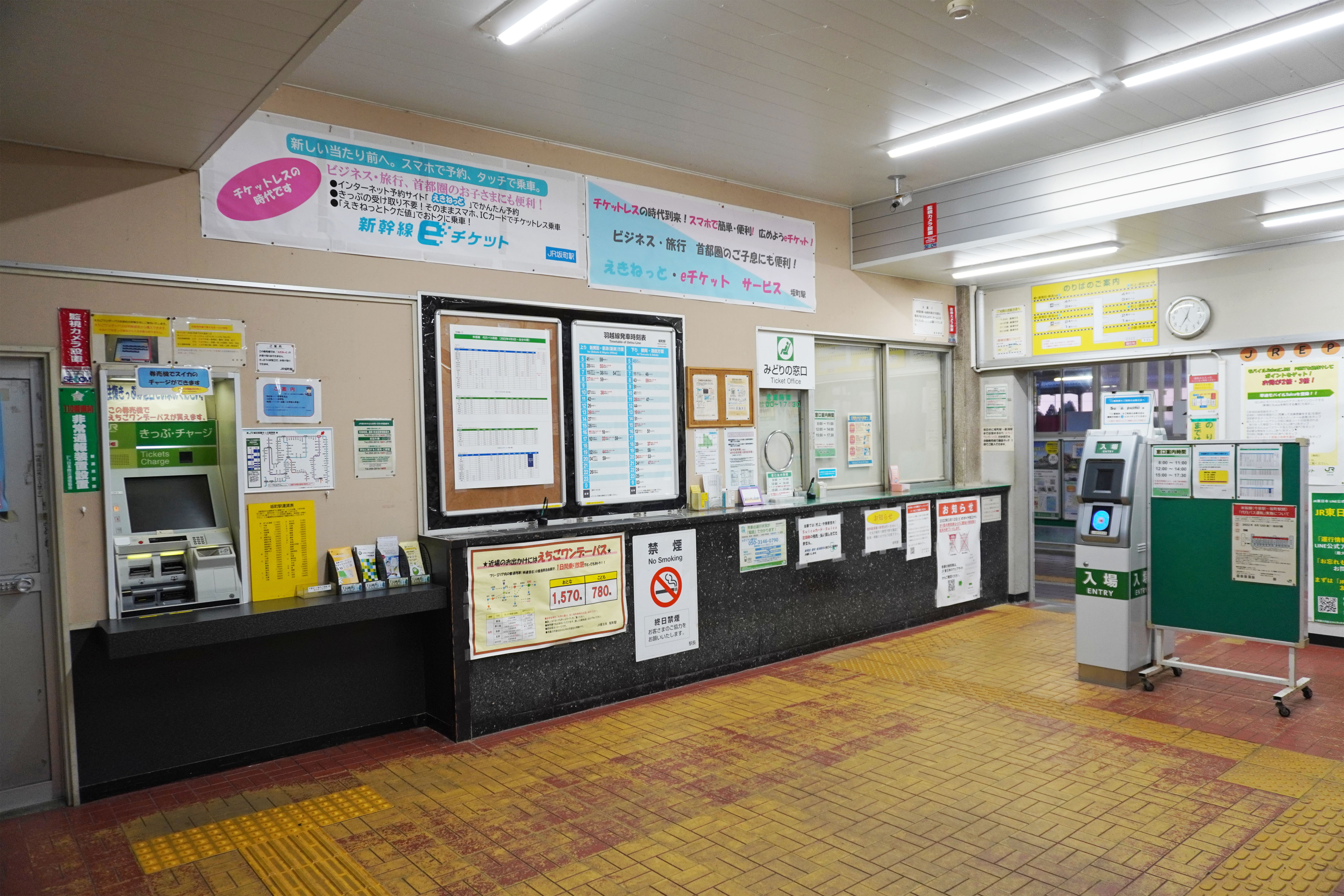
改札口と切符売り場（2023年7月）
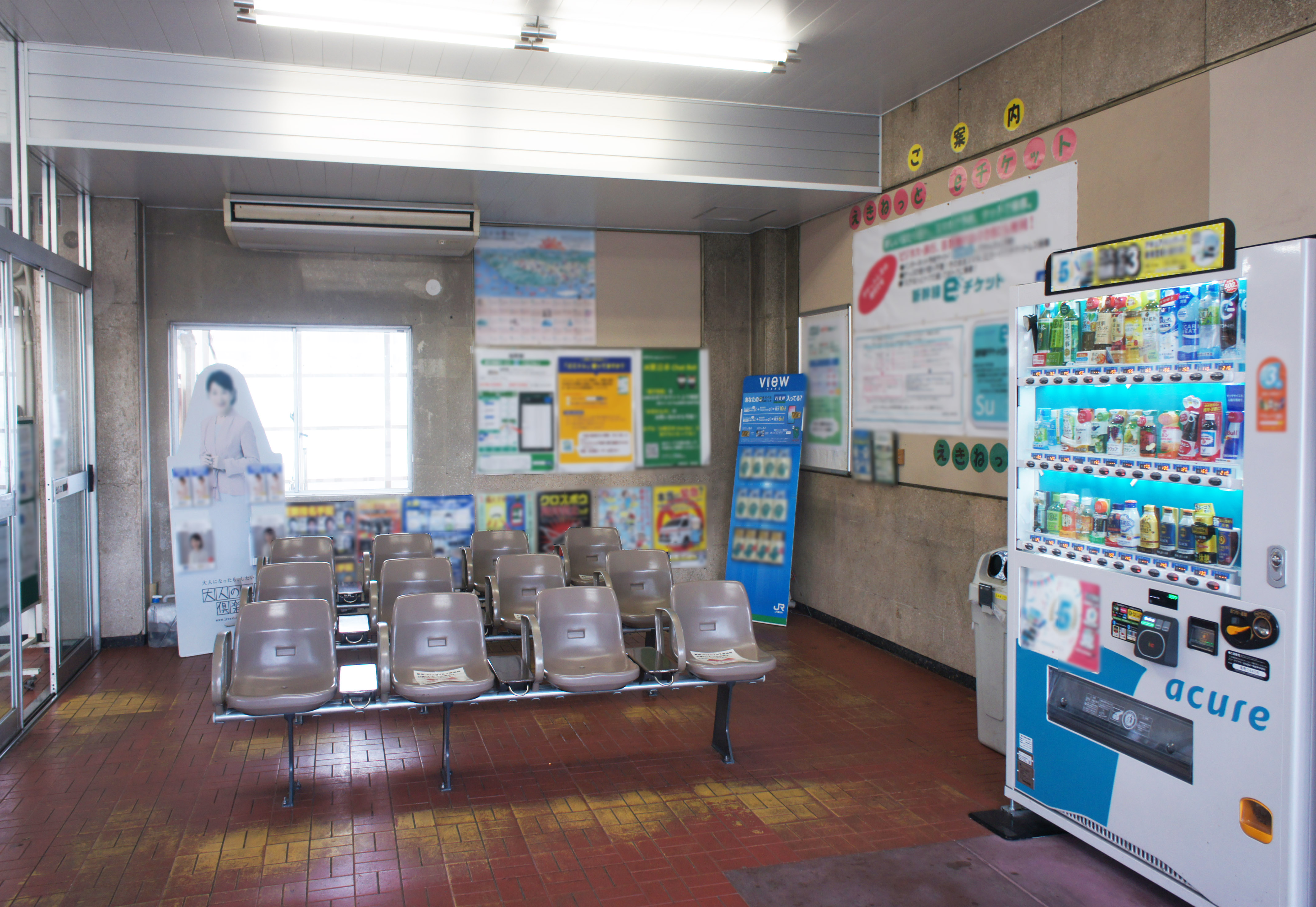
待合室（2021年9月）
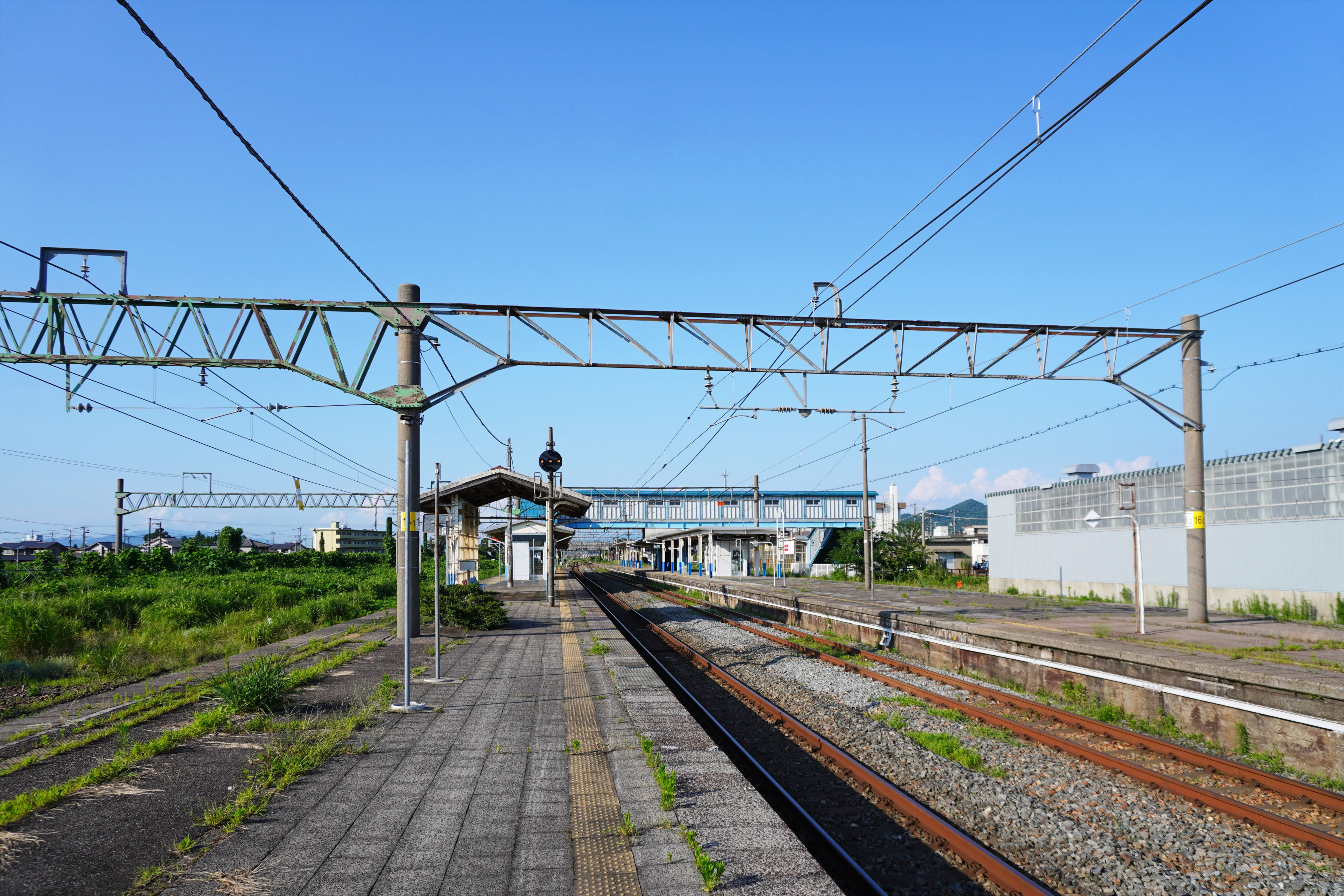
ホーム（2023年7月）

## 利用状況
JR東日本によると、2023年度（令和5年度）の1日平均乗車人員は522人である。
2000年度（平成12年度）以降の推移は以下のとおりである。
| 1日平均乗車人員推移 | 1日平均乗車人員推移 | 1日平均乗車人員推移 | 1日平均乗車人員推移 | 1日平均乗車人員推移 |
| 年度                | 定期外              | 定期                | 合計                | 出典                |
| ------------------- | ------------------- | ------------------- | ------------------- | ------------------- |
| 2000年（平成12年）  |                     |                     | 882                 | [ 利用客数 2 ]      |
| 2001年（平成13年）  |                     |                     | 876                 | [ 利用客数 3 ]      |
| 2002年（平成14年）  |                     |                     | 880                 | [ 利用客数 4 ]      |
| 2003年（平成15年）  |                     |                     | 898                 | [ 利用客数 5 ]      |
| 2004年（平成16年）  |                     |                     | 872                 | [ 利用客数 6 ]      |
| 2005年（平成17年）  |                     |                     | 845                 | [ 利用客数 7 ]      |
| 2006年（平成18年）  |                     |                     | 836                 | [ 利用客数 8 ]      |
| 2007年（平成19年）  |                     |                     | 820                 | [ 利用客数 9 ]      |
| 2008年（平成20年）  |                     |                     | 828                 | [ 利用客数 10 ]     |
| 2009年（平成21年）  |                     |                     | 803                 | [ 利用客数 11 ]     |
| 2010年（平成22年）  |                     |                     | 790                 | [ 利用客数 12 ]     |
| 2011年（平成23年）  |                     |                     | 768                 | [ 利用客数 13 ]     |
| 2012年（平成24年）  | 167                 | 600                 | 768                 | [ 利用客数 14 ]     |
| 2013年（平成25年）  | 169                 | 624                 | 793                 | [ 利用客数 15 ]     |
| 2014年（平成26年）  | 166                 | 574                 | 740                 | [ 利用客数 16 ]     |
| 2015年（平成27年）  | 164                 | 569                 | 734                 | [ 利用客数 17 ]     |
| 2016年（平成28年）  | 163                 | 565                 | 728                 | [ 利用客数 18 ]     |
| 2017年（平成29年）  | 167                 | 550                 | 717                 | [ 利用客数 19 ]     |
| 2018年（平成30年）  | 172                 | 535                 | 707                 | [ 利用客数 20 ]     |
| 2019年（令和元年）  | 162                 | 498                 | 660                 | [ 利用客数 21 ]     |
| 2020年（令和02年）  | 81                  | 433                 | 514                 | [ 利用客数 22 ]     |
| 2021年（令和03年）  | 88                  | 413                 | 501                 | [ 利用客数 23 ]     |
| 2022年（令和04年）  | 102                 | 416                 | 518                 | [ 利用客数 24 ]     |
| 2023年（令和05年）  | 117                 | 405                 | 522                 | [ 利用客数 1 ]      |

## 駅周辺
- 新潟県立坂町病院
- 新潟県立荒川高等学校
- 村上市立荒川中学校
- 荒川総合体育館 - 敷地内にD51形（D51 735号機）が静態保存されている。
- 坂町郵便局
- 村上市荒川支所
- 村上警察署坂町交番
- イオン荒川アコス店
- 原信荒川店

## バス路線
最寄りのバス停留所は駅前の坂町駅前バス停になる。新潟交通観光バスにより、当駅と下関を結ぶ路線バスが平日のみ運行されている。
また、当駅周辺エリアは村上市の運行する乗合タクシーの乗降地となっている（平日のみ）。
このほか、当駅の北西側徒歩10分ほどの村上市荒川支所からは新潟市内の医療機関と結ばれる高速のりあいタクシーを利用できる（平日のみ運行）。

## 隣の駅
東日本旅客鉄道（JR東日本）
■羽越本線
- 特急「いなほ」、臨時快速「海里」停車駅

■快速（下りのみ運転）
中条駅 → 坂町駅 → 村上駅
■普通
平木田駅 - 坂町駅 - 平林駅
■米坂線（休止中）

越後大島駅 - *花立駅 - 坂町駅
*:打消線は廃駅

### 記事本文
1. 1 2 3 4 5 6  石野、559頁。
2. ↑  石野、544頁。
3. ↑  『Suicaの一部サービスをご利用いただける駅が増えます』（PDF）（プレスリリース）東日本旅客鉄道、2013年11月29日。オリジナルの2021年1月5日時点におけるアーカイブ。2021年1月8日閲覧。
4. ↑  「新潟・村上市で駅が冠水 JR米坂線、羽越線が運転見合わせ」『朝日新聞』朝日新聞社、2022年8月4日。オリジナルの2022年8月7日時点におけるアーカイブ。
5. 1 2 3 4 5  “JR東日本：駅構内図・バリアフリー情報（坂町駅）”.   東日本旅客鉄道. 2024年10月21日閲覧。
6. ↑  “関川村エリア”.   新潟交通観光バス. 2024年10月21日閲覧。
7. ↑  “のりあいタクシー”.   村上市. 2018年5月13日閲覧。
8. ↑  “高速のりあいタクシー チラシ” (PDF).   村上市. 2018年5月13日時点のオリジナルよりアーカイブ。2018年5月13日閲覧。

### 利用状況
1. 1 2  “各駅の乗車人員（2023年度）”.   東日本旅客鉄道. 2024年7月21日閲覧。
2. ↑  “各駅の乗車人員（2000年度）”.   東日本旅客鉄道. 2019年2月24日閲覧。
3. ↑  “各駅の乗車人員（2001年度）”.   東日本旅客鉄道. 2019年2月24日閲覧。
4. ↑  “各駅の乗車人員（2002年度）”.   東日本旅客鉄道. 2019年2月24日閲覧。
5. ↑  “各駅の乗車人員（2003年度）”.   東日本旅客鉄道. 2019年2月24日閲覧。
6. ↑  “各駅の乗車人員（2004年度）”.   東日本旅客鉄道. 2019年2月24日閲覧。
7. ↑  “各駅の乗車人員（2005年度）”.   東日本旅客鉄道. 2019年2月24日閲覧。
8. ↑  “各駅の乗車人員（2006年度）”.   東日本旅客鉄道. 2019年2月24日閲覧。
9. ↑  “各駅の乗車人員（2007年度）”.   東日本旅客鉄道. 2019年2月24日閲覧。
10. ↑  “各駅の乗車人員（2008年度）”.   東日本旅客鉄道. 2019年2月24日閲覧。
11. ↑  “各駅の乗車人員（2009年度）”.   東日本旅客鉄道. 2019年2月24日閲覧。
12. ↑  “各駅の乗車人員（2010年度）”.   東日本旅客鉄道. 2019年2月24日閲覧。
13. ↑  “各駅の乗車人員（2011年度）”.   東日本旅客鉄道. 2019年2月24日閲覧。
14. ↑  “各駅の乗車人員（2012年度）”.   東日本旅客鉄道. 2019年2月24日閲覧。
15. ↑  “各駅の乗車人員（2013年度）”.   東日本旅客鉄道. 2019年2月24日閲覧。
16. ↑  “各駅の乗車人員（2014年度）”.   東日本旅客鉄道. 2019年2月24日閲覧。
17. ↑  “各駅の乗車人員（2015年度）”.   東日本旅客鉄道. 2019年2月24日閲覧。
18. ↑  “各駅の乗車人員（2016年度）”.   東日本旅客鉄道. 2019年2月24日閲覧。
19. ↑  “各駅の乗車人員（2017年度）”.   東日本旅客鉄道. 2019年2月24日閲覧。
20. ↑  “各駅の乗車人員（2018年度）”.   東日本旅客鉄道. 2019年7月21日閲覧。
21. ↑  “各駅の乗車人員（2019年度）”.   東日本旅客鉄道. 2020年7月13日閲覧。
22. ↑  “各駅の乗車人員（2020年度）”.   東日本旅客鉄道. 2021年7月25日閲覧。
23. ↑  “各駅の乗車人員（2021年度）”.   東日本旅客鉄道. 2022年8月8日閲覧。
24. ↑  “各駅の乗車人員（2022年度）”.   東日本旅客鉄道. 2023年7月12日閲覧。